# 小行星2422
小行星2422（2422 Perovskaya）是一颗围绕太阳公转的小行星。1968年4月28日，塔瑪拉·斯米爾諾娃在克里米亚发现了此天体。
該小行星以俄羅斯革命家索菲亞·普羅夫斯卡婭命名。
这颗小行星的绝对星等为51.90661等。